# Sünderup

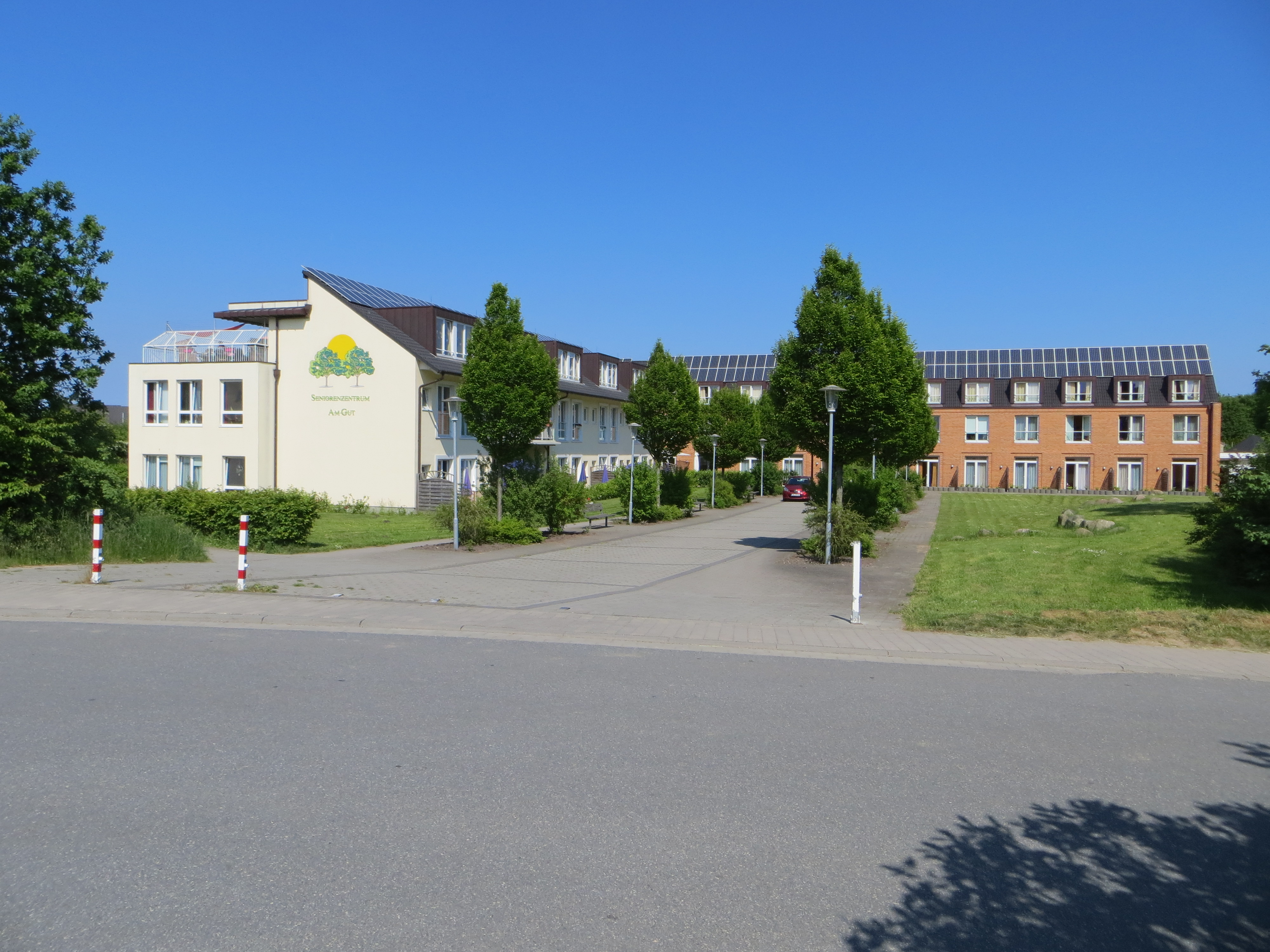
Dorfplatz in Sünderup

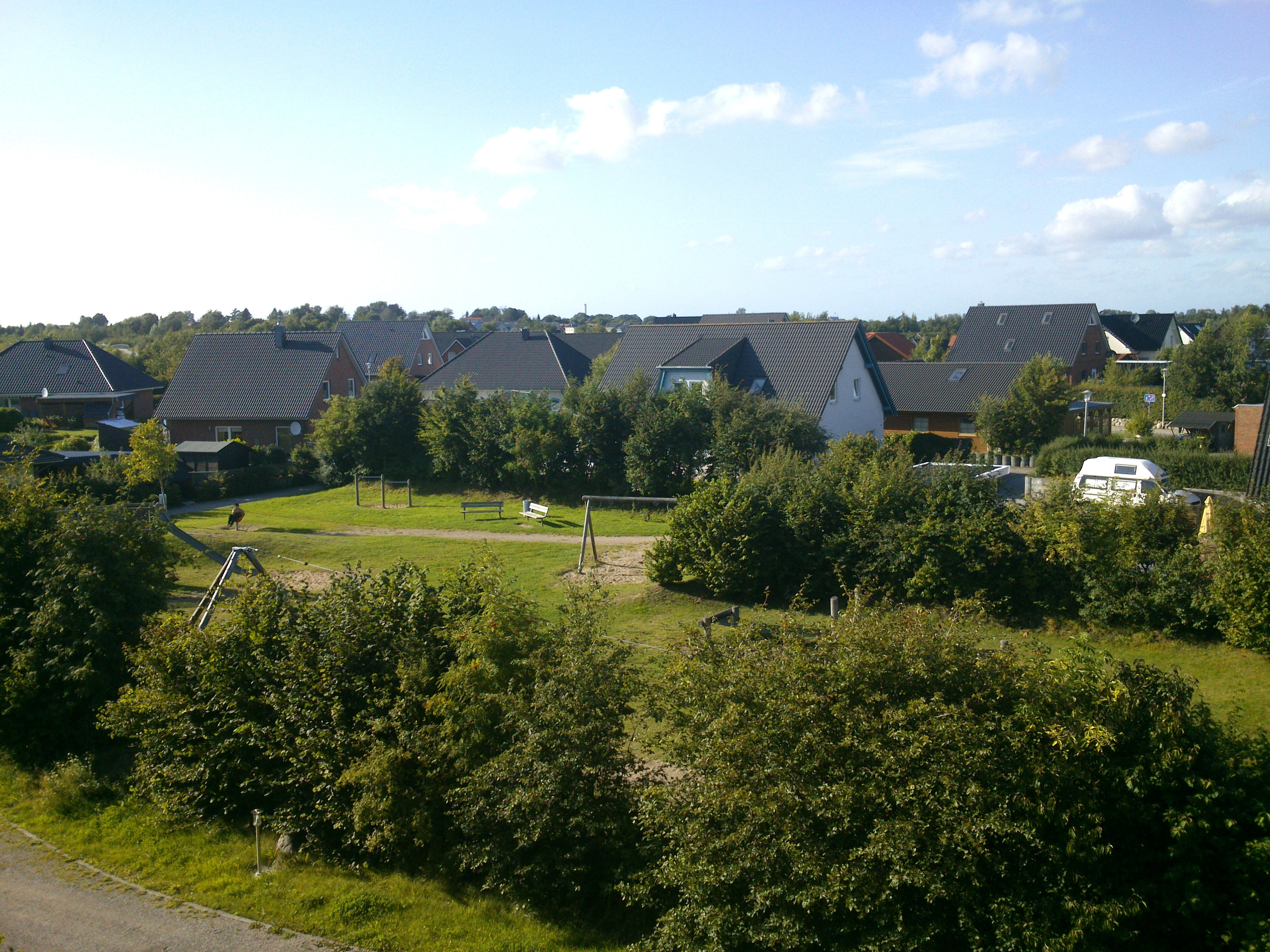
Der Spielplatz im Neubaugebiet von Sünderup

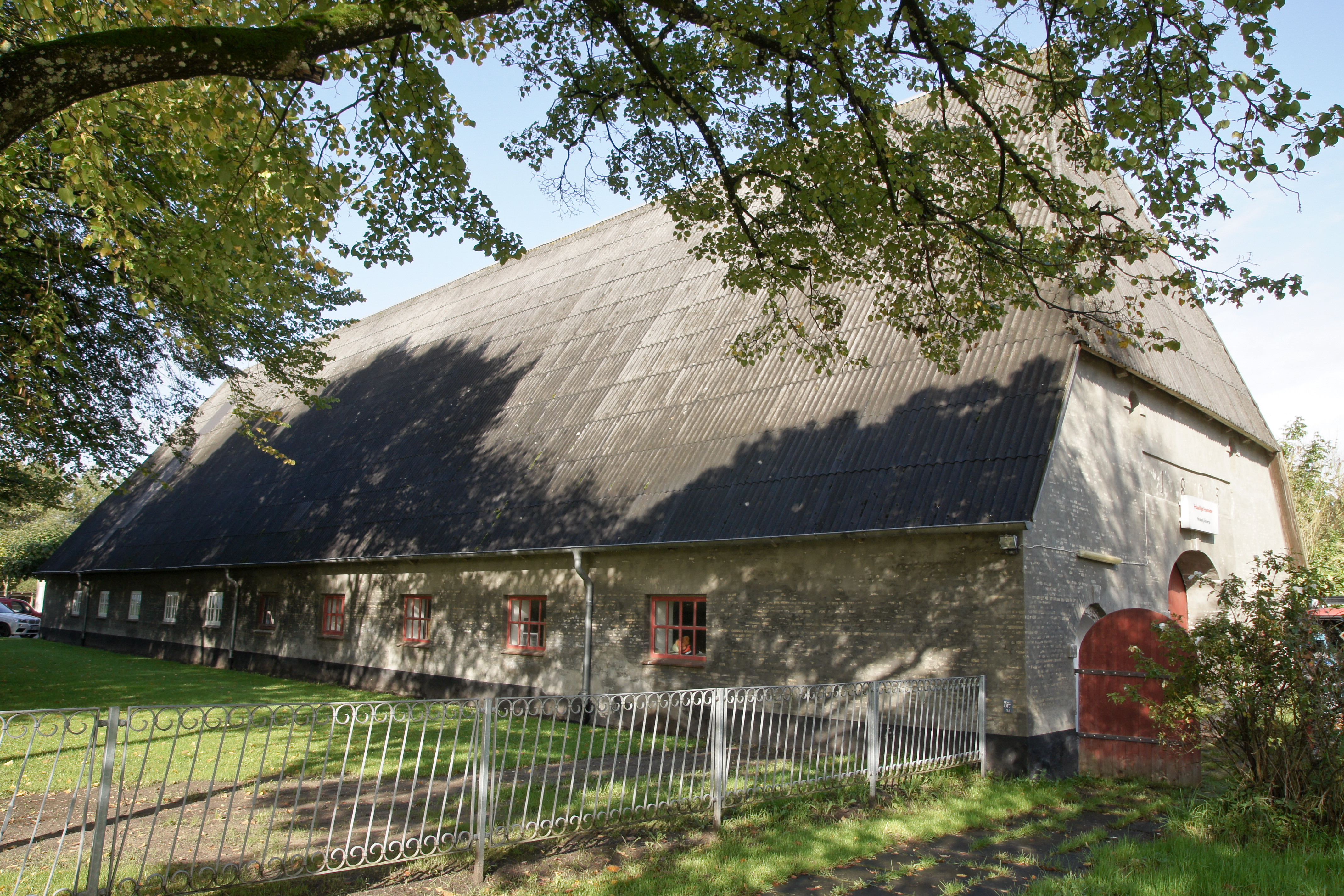
Scheune der Freiwilligen Feuerwehr

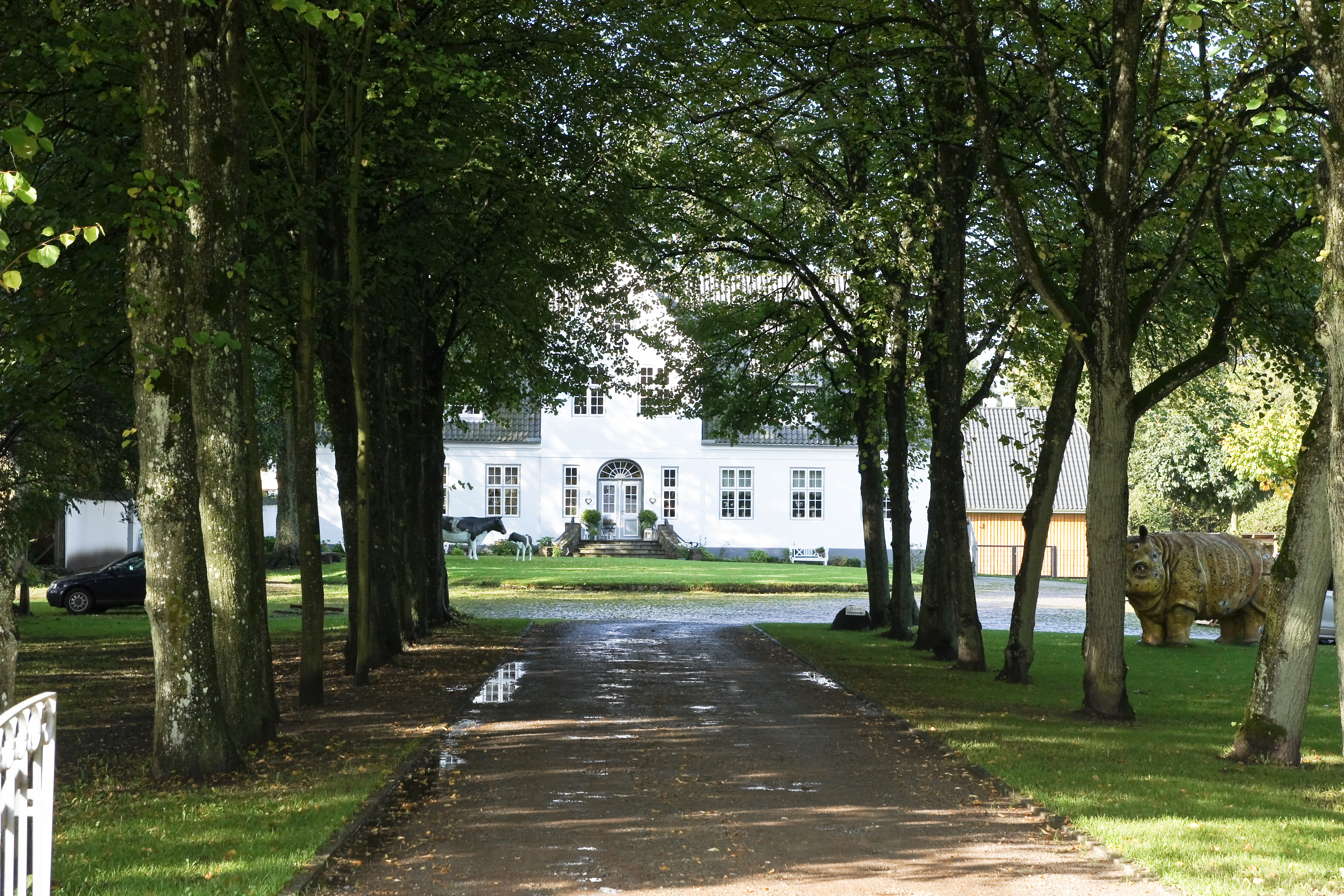
Gutshof von Sünderup

Sünderup (dänisch Sønderup) ist der Name eines Ortes der kreisfreien Stadt Flensburg. Die ehemalige Landgemeinde wurde im Jahr 1974 eingegliedert. Sünderup gehört heute zum Stadtteil Tarup.

## Geschichte
Der Name Sünderup bedeutet so viel wie südlich gelegenes Dorf. Es erhielt seinen Namen gemäß der südlichen Lage vom Mutterdorf Adelby, von dem das Dorf Sünderup ebenso wie Tarup vermutlich noch im Hochmittelalter abgelegt wurde. Während im Herzogtum Schleswig die Verkoppelung des bisher gemeinsam von den örtlichen Hofbesitzern bewirtschafteten Gemeinbesitzes innerhalb einer Dorfgemarkung erst im 18. Jahrhundert vollendet wurde, dominierte in Sünderup schon im 17. Jahrhundert ein einzelner Hof. Dieser Sünderuphof war der mit Abstand mächtigste Besitz im gesamten Kirchspiel Adelby. Alle anderen Stellen in Sünderup waren bis ins 19. Jahrhundert hinein vom Hof abhängige Katen.
Nach der Einverleibung des Herzogtums Schleswig in den preußischen Staat 1864 wurde Sünderup eine Landgemeinde nach der preußischen Kommunalordnung. Zu dieser gehörte auch Adelbylund, das aus zwei Haupthöfen und einigen an der Flensburg-Kappelner Chaussee gelegenen Katen bestand. Die Katensiedlung wuchs im 19. Jahrhundert mit der Flensburger Vorstadt Süderhohlweg zusammen. Letztere wurde 1875 nach Flensburg eingemeindet, 1900 auch die nördliche Nachbargemeinde Jürgensgaard (ein wesentlicher Teil des späteren Stadtteils Jürgensby). 1910 folgten die nördlichen vier Gemeinden des Kirchspiels Adelby (Twedter Holz, Twedt, Engelsby und Fruerlund). Sünderup mit Adelbylund bewahrte jedoch seine Eigenständigkeit im Kreis Flensburg.
Bei einem Gebietsaustausch 1966 und 1967 wurde ein Gebiet mit 78 Einwohnern von Sünderup an Tarup abgegeben. Zudem ging das Gebiet der Adelbyer Kirche mit 30 Einwohnern an Sünderup über. Die Gemeindeverwaltung von Sünderup befand sich in Adelbylund an der Ecke des Sünderuper Weges, wo schon vorher der Sitz des nun aufgelösten, seit 1889 bestehenden und ursprünglich das gesamte ländliche Kirchspiel Adelby umfassenden Amtsbezirks Adelby befunden hatte.
Am 1. Januar 1970 schlossen sich die bis dahin selbständigen Gemeinden Sünderup und Tarup zu der neuen Gemeinde Adelby zusammen. Adelbylund, in dem sich die Verwaltung der neuen Gemeinde Adelby befand, war längst mit Flensburg verwachsen und seit 1950 stark nach Süden hin ausgebaut worden. Es wurde am 26. April 1970 an die Fördestadt abgetreten. Am 24. März 1974 schlossen sich auch Sünderup und Tarup, nicht aber Tastrup, der Stadt Flensburg an. Städtebaulich blieb der Ortsteil Sünderup jedoch noch lange von Flensburgs geschlossener Bebauung isoliert. Erst ab 2000 änderte sich dies. Das Zentrum bildet der Dorfplatz, der seit 2005 von einem Seniorenzentrum umgeben ist. Er bildet zum Sünderuper Gut eine direkte Linie. Der Ortsteil Sünderup teilt sich genau dort in ein Neubaugebiet (bestehend aus den Straßen: Dorfkoppel, An der Dorfkoppel sowie Dorfbogen) und den Urbauten des Dorfes. Durch das südlich gelegene Neubaugebiet Hochfeld bei Kattloch ist Sünderup zudem optisch schon mittlerweile dicht an Tastrup herangewachsen.

## Söhne und Töchter von Sünderup
- Karl Otto Meyer (1928–2016), SSW-Politiker, Lehrer und Journalist